# عصوية رملية قنفذية بحرية
عصوية رملية قنفذية بحرية (الاسم العلمي: Arenibacter echinorum) هي نوع من البكتيريا، سلبية الغرام، تتبع جنس عصوية رملية.